# Terje Mikkelsen
Terje Wik Mikkelsen (Drøbak, 6 de abril de 1957) es un director de orquesta noruego cuya carrera se ha desarrollado principalmente en Europa y Asia.
Se graduó en la Academia Noruega de Música y más tarde estudió dirección de orquesta con el profesor Jorma Panula en la Academia Sibelius de Helsinki, donde obtuvo su diploma. De 1984 a 1991 estudió con Mariss Jansons en Oslo y San Petersburgo. En 2001 fue nombrado Profesor Visitante en la Escuela de Música de la Universidad Mahidol de Bangkok.

## Experiencia
- Orquesta Sinfónica Estatal de Ucrania, director principal (1993-1994)
- Orquesta Sinfónica Estatal de Lituania, director invitado (1989-1993)
- Orquesta Sinfónica Nacional de Letonia, director principal (1997-2001), director invitado (2001-05)
- Thuringen Philharmonie Gotha-Suhl, director de orquesta (1999-2003)
- Orquesta Sinfónica de Shanghái, director principal (2006-2009)
- Orquesta Sinfónica Tchaikovsky de la Radio de Moscú, director invitado (2009-2012)